# Furio Diaz
Furio Diaz (Livorno, 14 de abril de 1916 - Livorno, 9 de diciembre de 2011) fue un historiador y profesor italiano del siglo XX.

## Biografía
Furio Diaz enseñó historia e historiografía de la Edad Moderna en la Escuela Normal de Pisa. Fue el regidor de su ciudad natal, Livorno, entre 1944 y 1954; abandonó la política activa a los cuarenta años, tras la ocupación de Hungría en 1956. Fue un intelectual muy brillante del Partido Comunista Italiano, del que salió en 1957, se adhirió a continuación al Partido Socialista Italiano. Su hermana, Laura Diaz (1920-2008), fue diputada del Partido Comunista, de prestigio (Tiziana Noce, en La città degli uomini: donne e pratica della politica a Livorno, ha escrito: «Era una de las mejores oradoras y una de las pocas mujeres que no se acomplejaron frente a sus colegas»).
Furio Diaz fue miembro de la dirección de una famosa publicación, la Rivista storica italiana, y perteneció al comité científico de la Fundación Feltrinelli.
Es un historiador de renombre que se ha ocupado sobre todo de la Ilustración, pero también de la Toscana llamada "leopoldina". Ha trabajado sobre el Voltaire historiador y ha publicado varios trabajos sobre las Luces. Su Per una storia illuministica sugiere un ideal historiográfico y personal que define bien su tarea.
Su trabajo, de amplia dimensión temporal Europa, de la Ilustración a la Revolución, dedicada al maestro Franco Venturi, prolonga la indagación sobre las Luces hasta la catástrofe del 18 Brumario de Napoleón. Destaca asimismo como responsable de la versión italiana de los textos de Diderot.
Por último, Furio Diaz ha escrito el volumen sobre la Toscana de los Médicis de una importante Historia de Italia.